# Xanthosoma pentaphyllum
Xanthosoma pentaphyllum är en kallaväxtart som först beskrevs av Heinrich Wilhelm Schott, och fick sitt nu gällande namn av Adolf Engler. Xanthosoma pentaphyllum ingår i släktet Xanthosoma och familjen kallaväxter. Inga underarter finns listade.